# Marcos Senna
Marcos Antônio Senna da Silva (eller bare Marcos Senna), (født 17. juli 1976 i São Paulo, Brasilien) er en brasiliansk tidligere fodboldspiller, der er blevet nationaliseret spanier. Han tilbragte 10 sæsoner i La Liga og én sæson i Spaniens 1. division med Villarreal hvor han i 292 officielle ligakampe scorede 25 mål.
Grundet hans lange erfaring i Spanien, valgte han at spille for det spanske landshold. Han havde i løbet af sine mange år i Spanien fået spansk statsborgerskab.

## Landshold
Marcos Senna nåede i sin tid som landsholdsspiller (2006-2010) at spille 28 kampe og score et enkelt mål for spaniens landshold. Han fik sin debut den 1. marts 2006 i en venskabskamp imod Elfenbenskysten. Han var med til at vinde guld ved EM 2008.

## Resultater
EM i fodbold
- Vinder 2008